# 季赫緬湖
57°26′8″N 33°28′19″E / 57.43556°N 33.47194°E
季赫緬湖（俄语：Тихмень），是俄羅斯的湖泊，位於該國西北部特維爾州，長3.2公里、寬2.6公里，面積5.44平方公里，海拔高度221米，湖岸線長度7.8公里，集水區面積177平方公里，最大水深2米。